# Norberto Cassanello
Norberto Cassanello war ein uruguayischer Fußballspieler.

## Karriere

### Verein
Offensivakteur Cassanello, teils auch in der Schreibweise Casanello geführt, spielte auf Vereinsebene von 1920 bis 1922 für die Montevideo Wanderers in der Primera División. 1925 verstärkte er das Team Nacional Montevideos bei dessen Europa-Tournee.

### Nationalmannschaft
Cassanello war Mitglied der A-Nationalmannschaft Uruguays, für die er zwischen dem 23. Oktober 1921 und dem 10. August 1924 elf Länderspiele absolvierte. Ein Länderspieltor erzielte er nicht. Cassanello gehörte zum Aufgebot Uruguays bei den Südamerikameisterschaften 1921 und 1922. 1922 gewann er mit Uruguay die Copa Lipton und die Copa Premio Honor Uruguayo. Überdies gehörte er dem Team bei der Copa Newton 1922 und der Copa Ministro de Relaciones Exteriores 1923 und 1924 an.

### Erfolge
- Copa Lipton: 1922
- Copa Premio Honor Uruguayo: 1922